# Lerema veadeira
Lerema veadeira is een vlinder uit de familie van de dikkopjes (Hesperiidae). De wetenschappelijke naam van de soort is voor het eerst geldig gepubliceerd in 1968 door Mielke.